# Мицюк Олександр Корнійович
Олекса́ндр Корні́йович Мицю́к (22 червня 1883, Новоолександрівка, Бахмутського повіту, Катеринославської губ. — 30 грудня 1943, Прага) — український юрист, економіст і соціолог, громадський діяч.

## Біографія
Випускник військового Петровського Полтавського кадетського корпусу. За організацію Селянської спілки 1905 року був висланий на заслання; після дострокового повернення у 1906 році у зв'язку з революційними подіями 1905—1906 років Олександр Мицюк — один із засновників Української партії соціалістів-революціонерів. Група громадських діячів України — М. Шаповал, П. Христюк, М. Залізняк, О. Мицюк проголосили про її створення, але далі її існування й діяльність до 1917 року не простежується.
У 1915 році О. Мицюк — один із організаторів Юнацької спілки (ЮС) — безпартійної молодіжної організації у підросійській Україні, яка виступала за автономію України. Активний член Української партії соціалістів-революціонерів (УПСР).
За Директорії — міністр внутрішніх справ (з 26 грудня 1918 по 12 лютого 1919). У січні 1919 — депутат Трудового Конгресу України. Після відставки уряду в лютому 1919 року О. Мицюк прибув на Поділля і розпочав плідну організаційну роботу з питань кооперації. Швидко адаптувавшись до місцевих умов, він провів низку організаційних заходів, започаткував Вінницький і Кам'янецький «Господарсоюзи» (головою правління останнього працював до вимушеної еміграції в кінці 1920 року). В 1920 — заступник міністра народного господарства УНР Євгена Архипенка.
В кінці 1920 емігрував до Чехословаччини. Відразу по тому включився в громадську роботу. З 1921 Олександр Мицюк — дієвий член Українського громадського комітету у Чехословаччині. Згодом займається науковою та просвітницькою роботою. Він — професор Української господарської академії і Українського вільного університету, дійсний член Наукового товариства імені Шевченка, правничого факультету (Українського вільного університету в Празі), а в 1938—1941 — його ректор. Активно співпрацює з українськими виданнями за кордоном. У 1929 році в місячнику «Розбудова нації» виходить стаття професора Мицюка «Фашизм». В ній він підкреслює недоречність назви «фашизму», якою охрестили український націоналізм його противники. Уже в цій першій статті, присвяченій аналізу фашизму як суспільно-політичної течії, автор доходить висновку про його подібність до більшовизму:
|  | як і російський комунізм, фашизм пересяк психольоґією і методами воєнної доби: його тактика випробовується на боротьбі перш усього з італійським большевизмом і є тактикою воєнно-большевицькою: за розбите шкло він б'є десять, за спалений дім палить три… |

Автор понад 60 наукових праць, серед яких підручники для вищих навчальних закладів «Історія політичної економії» (Подєбради, 1922—1923) та «Аграрна політика» (1925); а також праці «Селянство й економка большевизму» (1930), «Аграрна політика, 1800—1925» (т. 1-2, 1925), «Євразійство» (1930), «Український економіст-громадівець С. Подолинський» (1933), «Нариси з соціально-господарської історії Підкарпатської Руси» (т. 1-2, 1936—1938). Залишив мемуари «Директорія УНР. Спогади і роздуми» (1931).
Помер у Празі. Похорон спаленням відбувся 11 січня 1944 р. в Крематорії м. Прага.

## Вшанування пам'яті
У місті Дружківка вулицю Колективну перейменували на вулицю Олександра Мицюка.

## Праці
- Про переселення на Далекий Схід. — Київ, 1913.
- Веремійовська буча. — Львів, 1913.
- Про автономію України в федеративній Росії. — Лубни, 1917. – 52 с.
- Земельні реформи на Україні. — Львів, 1921.
- Історія політичної економії. Т. 1–2. — Подєбради, 1922—1923.
- Аграрна політика, 1800—1925. Т. 1–2. — Подєбради, 1925.
- Фашизм // Розбудова нації. — 1929.
- Євразійство. — 1930.

- Наукова діяльність політико-економіста М. І. Туган-Барановського. — Л., 1931. – 38 с.
- Український економіст-громадівець С. Подолинський. — 1933.
- Український економіст-хлопоман Тадей Р. Рильський.
- Аграризація жидівства України на тлі загальної економіки. — Прага, 1933. – 135 с.
- Українські Хлопомани. — Чернівці: Друк. «Меркур», 1933. — 80 с. — (Б-ка «Самостійної думки» в Чернівцях; ч. 2). [Архівовано 6 березня 2019 у Wayback Machine.]
- Нариси з соціально-господарської історії Підкарпатської Руси. Т. 1–2. — Ужгород-Прага, 1936—1938 (факсимільне вид. — Ужгород, 2003).
- Доба Директорії УНР. Спомини і роздуми. — Львів, 1939.
- Статистик, соціолог, народник Ф. А. Щербина // ЦДАВО України. Ф.4465, оп.1, спр.635, арк.1-12